# Megaklothovirus horridgei

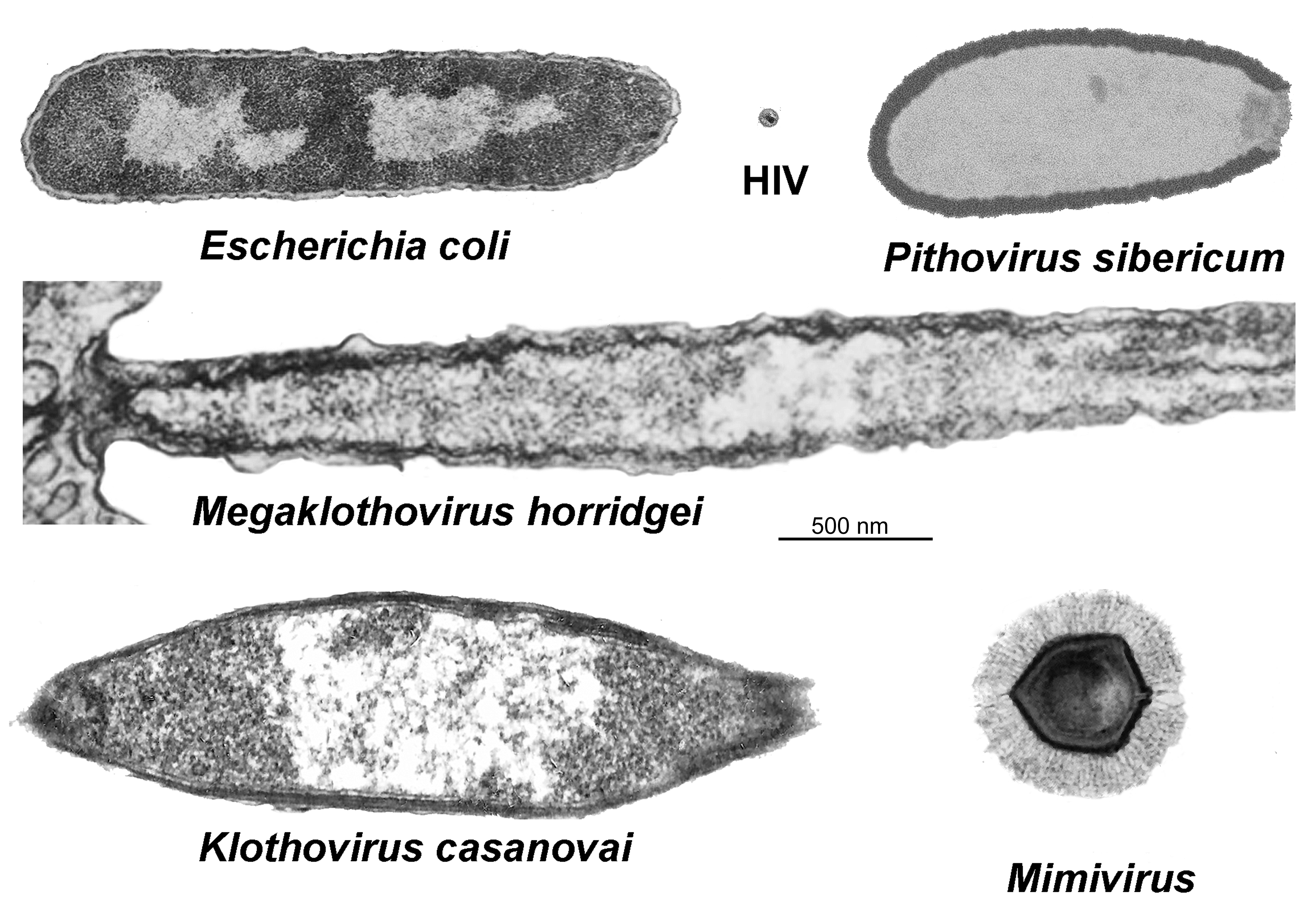
Megaklothovirus horridgei, comparé à la bactérie Escherichia coli, au virus de l'immunodéficience humaine VIH-1 (un virus de taille ordinaire), à Pithovirus sibericum (le record précédent, de 2017), à Klothovirus casanovai (aujourd'hui le 2e virus le plus long) et à un Mimivirus (un virus géant de taille plus commune).

Megaklothovirus horridgei est un virus géant de la famille des Klothoviridae, qui infecte le chaetognathe Spadella cephaloptera. C'est en 2025 le plus grand virus connu (plus de 3,9 μm).
M. horridgei a été identifié en 2019 en réanalysant une étude de 1967 dans laquelle ces virus avaient été prises pour des soies présentes à la surface de S. cephaloptera. Son épithète spécifique, horridgei, est un hommage au premier auteur de l'étude de 1967, George Adrian Horrige.

## Caractéristiques

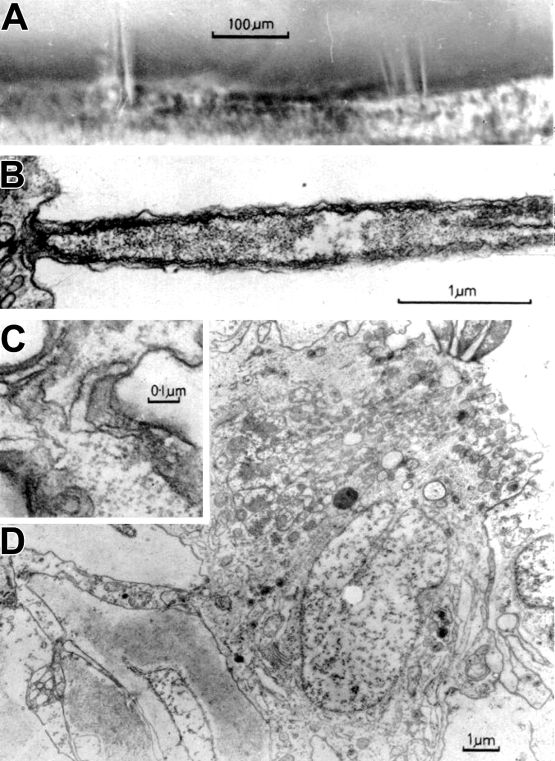
A : microphotographie de deux groupes de particules virales, interprétées lors de leur découverte comme des soies saillant de Spadella cephaloptera. B, C, D : images en microscopie électronique. B : coupe longitudinale d'une particule virale, montrant le contenu granulaire et les trois membranes qui l'enveloppent : bien que tronqué sur cette image, ce virus est le plus long jamais observé à ce jour. C : vue agrandie de la base d'une particule virale, montrant le collier que les membranes forment à la base. D : une cellule épithéliale de S. cephaloptera, à partir de laquelle trois particules virales sont en phase terminale de bourgeonnement.

Comme les autres virus de la famille des Klothoviridae, M. horridgei est un virus enveloppé en forme de fuseau. Sous sa capside, d'apparence lamellée, il comporte une membrane de type intracytoplasmique.
Son site de multiplication est cytoplasmique. En microscopie électronique, l'intérieur des particules virales présente des régions très denses et d'autres plus claires. Il contient de nombreux ribosomes dont l'origine (cellulaire, virale ou partiellement virale) est encore inconnue. Son génome n'a pas encore été séquencé.